# ナモロカ国立公園
ナモロカ国立公園（- こくりつこうえん、Namoroka National Park）は、マダガスカルマハジャンガ州ソアララにある国立公園。
1927年に設立され1966年に特別保護地区となった。